# Нечуевка
Нечу́евка (укр. Нечуївка; с 1800 по 1938 г. — Нечуевка, с 1938 по 1961 г. — Петровское, с 1961 по 2016 г. — Радя́нское) — село на Украине, находится в Ямпольском районе Винницкой области.
Код КОАТУУ — 0525684302. Население по переписи 2001 года составляет 431 человек. Почтовый индекс — 24511. Занимает площадь 1,72 км².

## История
- 2016 — Верховная Рада переименовала село Радянское в село Нечуевка[1].